# Nealcidion bispinum
Nealcidion bispinum es una especie de escarabajo longicornio del género Nealcidion, tribu Acanthocinini, subfamilia Lamiinae. Fue descrita científicamente por Bates en 1863.

## Descripción
Mide 7,3-9,8 milímetros de longitud.

## Distribución
Se distribuye por Argentina, Bolivia, Brasil, Ecuador, Paraguay y Venezuela.